# هانا (موسیقی‌دان آمریکایی)
هانا گابریل پسل (به انگلیسی: Hana Gabrielle Pestle؛ زادهٔ ۱۱ ژوئیهٔ ۱۹۸۹) که بیشتر با تک‌نام هانا (به انگلیسی: HANA؛ ‎/ˈhɒnə/‎ HON-ə) شناخته می‌شود، خواننده، ترانه‌پرداز و تهیه‌کنندهٔ موسیقی آمریکایی است که در لس‌آنجلس مستقر است.